# Freddy Mésot
Frédéricus Alexis Edwardus Alick „Freddy” Mésot (ur. 25 maja 1905 w Sint-Niklaas, zm. 31 października 1979 w Atlancie) – belgijski łyżwiarz figurowy, olimpijczyk.

## Występy na IO
| Rok  | Igrzyska olimpijskie        | Konkurencja                    | Wyniki     |
| 1924 | Chamonix 1924               | łyżwiarstwo figurowe - soliści | 9. miejsce |
| 1936 | Garmisch Partenkirchen 1936 | łyżwiarstwo figurowe - soliści | DNS        |

## Mistrzostwa świata
- 1936 – 11. miejsce
- 1937 – 8. miejsce

## Mistrzostwa Europy
- 1936 – 11. miejsce
- 1937 – 10. miejsce